# Agnès Acker
Agnès Acker   (Thann, 28 de gener de 1940) és una astrofísica francesa, professora emèrita de la Universitat d'Estrasburg, fundadora del Planetari d'Estrasburg i presidenta fundadora de l'Associació de Planetaris de parla francesa (APLF). La seva recerca se centra en les etapes últimes de l'evolució de les estrelles de tipus solar: nebuloses planetàries, binaritat de nuclis, i vents estel·lars.

## Biografia
Acker és doctora estatal des de 1976 a la Universitat d'Estrasburg amb el títol Cinématique, âge et binarité des noyaux de nébuleuses planétaires.
Va fundar el Planetari d'Estrasburg, que va dirigir durant 22 anys (1979-2001), l'Associació de Planetaris de parla francesa (APLF) que va presidir durant 26 anys (1984-2010), l'equip de recerca «Poblacions Estel·lars» per al qual va ser responsable durant 10 anys (1987-1997), i va obtenir un Diploma d'Estudis Avançats (DEA) en astrofísica a l'Observatori d'Estrasburg que va dirigir durant 12 anys (1991-2002).
Professora universitària, va ser promoguda a la promoció excepcional el 2003, i després a emèrita el 2009.
Acker també va exercir responsabilitats en diverses organitzacions i va ser membre del Comitè Directiu Nacional de l'Any Internacional de l'Astronomia (AMA09), creadora i copresidenta de BEATEP, membre de la Unió Astronòmica Internacional (IAU) des de 1976, membre de la Junta de la International Planetarium Society (IPS) des de 1990, membre del Consell Científic i Pedagògic de Le Vaisseau, CCSTI d'Estrasburg, de 2004 a 2009, elegida membre del Comitè d'Enllaç del Consell de Professors i Astrònoms (CLEA) des de 1990, directora del Science Garden, CCSTI de la Universitat Louis Pasteur de 1991 a 1994, elegida membre del Consell Nacional d'Universitats (CNU) de 1987 a 1991 i membre del Consell Econòmic i Social Regional d'Alsàcia (CÉSER Alsàcia) de 1995 a 2001.
En l'àmbit específic de planetària, Acker ha estat cap de projecte de diversos espectacles de Planetari Europeu en col·laboració APLF/ESO: Les mystères du ciel austral (2002), ALMA : la quête de nos origines cosmiques (2009), i L'eau: une aventure cosmique (2012). Entre 1982 i 2008, va ser autora i guionista de dotze espectacles de planetari. El 2005 va produir una versió trilingüe del CD-ROM Explore the Universe, creat per la Universitat de Califòrnia (Hands-On Universe). Des de 1995 és la directora de publicació de la revista Planétariums. També és fundadora (1984) i directora de la col·lecció Planetarium de l'Observatori d'Estrasburg.
Acker (de soltera Keller), està casada i té cinc fills. És una fanàtica del motociclisme i va amb un Hornet 600 (95 CV).

## Selecció de publicacions
Acker és autora o coautora de més de 200 articles en revistes internacionals d'astrofísica i moltes publicacions educatives i científiques.
- Initiation à l'astronomie (en francès).  Masson, 1978, 1981, 1986.
- Astronomie, astrophysique. Introduction (en francès).  Dunod, 1992, 1995, 1998, 2005, 2013.
- Formes et couleurs dans l'univers: nébuleuses, amas d'étoiles, galaxie (en francès).  Masson, 1987.
- Le planétarium: un spectacle nouveau dans votre ville (en francès).  Valblor, 1991.
- Astronomie: méthodes et calculs : exercices corrigés (en francès).  Masson, 1984, 1995. Amb la col·laboració de Carlos Jaschek.
- Vie et mort des étoiles: un exposé pour comprendre, un essai pour réfléchir (en francès).  Flammarion, Dominos, 1998. Amb la col·laboració d'Ariane Lançon.
- L'univers astronomique (en francès).  Observatoire de Strasbourg, 2001, 2006. Amb la col·laboració de Jean-Claude Pecker.
- Étoiles et matière interstellaire (en francès).  Ellipses, 2008, 2009. Amb la col·laboració de James Lequeux, Claude Bertout, Jean-Paul Zahn, Nicolas Prantzos i Jean-Pierre Lasota.
- L’Arc-en-ciel des étoiles (en francès).  APLF/Observatoire de Strasbourg, 2010. Futlletó educatiu.